# 伊吹パーキングエリア
伊吹パーキングエリア（いぶきパーキングエリア）は、滋賀県米原市柏原にある名神高速道路のパーキングエリアである。

## 道路
- E1 名神高速道路

## 施設
開設当初は上り線側のみ設置されており、場所も現在下り線側PAのある位置の斜め向かい側で、トイレのみ設置の小規模な施設だった。その後1975年に下り線側の施設が、廃止となった番場PAに代わって設置され、上り線側は小牧方面寄りに現在の規模の施設として移設された。旧上り線側のあった場所にはその後管理用施設が設置された。

### 上り線（名古屋方面）
2022年（令和4年）8月9日、リニューアルオープンした。
- 駐車場
  - 大型 145台
  - 小型 55台
  - 身障者用
    - 小型 2台
- トイレ
  - 男性 大4（和式1・洋式3）・小12
  - 女性 19（和式5・洋式14）
    - 同伴の男児用 2

  - 車椅子用 1
- ベビーコーナー
- コインランドリー（24時間）
  - 男性 2台
  - 女性 1台
- コインシャワー（24時間）
  - 男性 4室
  - 女性 2室
- コンビニエンスストア（セブン-イレブン）（24時間）
- 松屋（24時間）
- 自動販売機

### 下り線（大阪・福井方面）
- 駐車場
  - 大型46台
  - 小型37台
- トイレ
  - 男性 大4（和式1・洋式3）・小10
  - 女性 16 （和式2・洋式14）
    - 同伴の男児用 1

  - 車椅子用 1

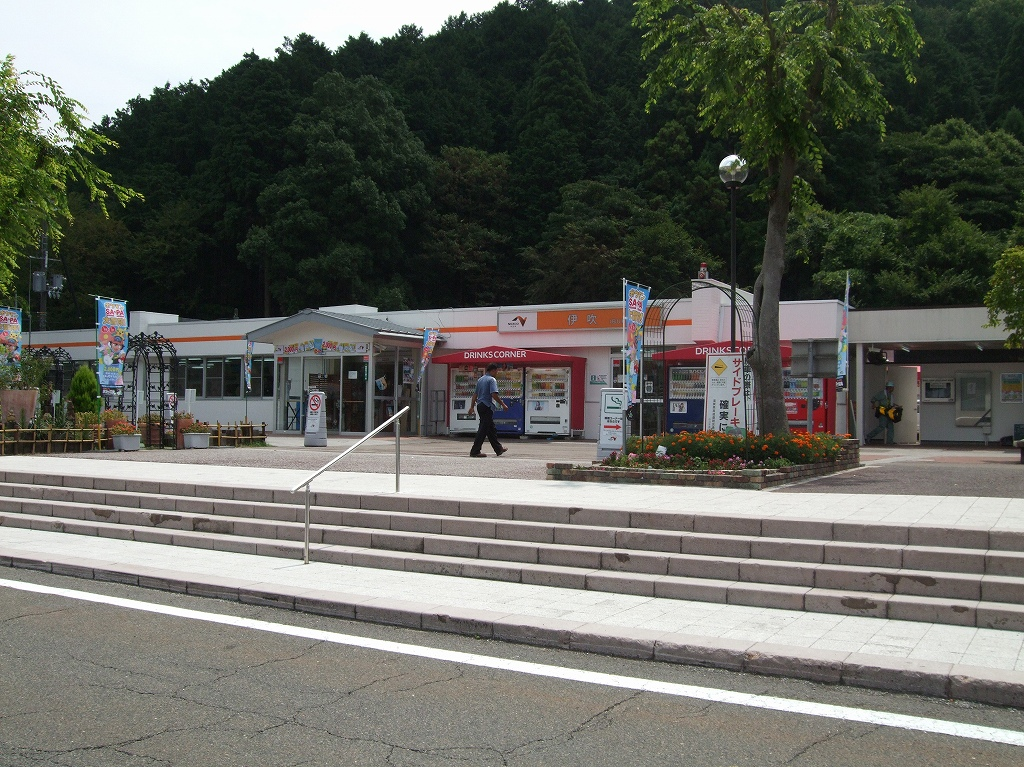
下り線施設（改装前）

- フードコート「キッチン伊吹」（8:00 - 18:00）
- コンビニエンスストア「デイリーヤマザキ 伊吹PA下り店」（24時間営業）
  - ゆうちょ銀行ATM
- 自動販売機

## 隣
E1 名神高速道路
(27)関ヶ原IC - 伊吹PA - (27-1)米原JCT